# Гротадзолина
Гротадзолѝна (на италиански: Grottazzolina, на местен диалект la Grotta, ла Грота) е малко градче и община в Централна Италия, провинция Фермо, регион Марке. Разположено е на 222 m надморска височина. Населението на общината е 3357 души (към 2011 г.).
До 2004 г. общината е част от провинция Асколи Пичено, когато участва в новата провинция Фермо.